# Strangford (Anglia)
Strangford – przysiółek w Anglii, w hrabstwie Herefordshire. Strangford jest wspomniana w Domesday Book (1086) jako Etone.